# 上平真二
上平 真二（うえひら しんじ、1973年11月28日 - ）は、広島県呉市出身のボートレーサー、youtuber。75期。登録番号は3737。身長168cm。血液型B型。私立呉港高校卒業。同期には桂林寛、徳増秀樹、林美憲、今坂勝広らがいる。

## 来歴
- 1994年11月、宮島競艇でデビュー。
- 1999年1月に初のA1級に昇格。24年1月現在もA1級を維持している。
- 2000年1月、三国競艇で初優勝を飾る。
- 2001年1月、尼崎競艇で開催されたボートレースクラシックでSG初出場。
- 2018年12月29日、児島競艇で開催された児島ファイナル2018で、4号艇4コースから優勝を飾り、史上26人目となる全24場制覇を達成[1]。
- 2022年4月22日、三国競艇で開催された「第23回マスターズチャンピオン」でG1初優勝 [2]。

## 人物・エピソード
- 師匠は池上哲二。
- 趣味は野菜づくり。
- 広島のモデルプロダクション「WSP」に所属しており、モデルやインフルエンサーとしても活動を行っている[3]。
- 2019年10月31日にYouTubeチャンネル『ボートレーサー上平真二ch』を開設。翌日の11月1日に動画を初投稿し、ボートレーサーユーチューバーの先駆けとなる。
- 2023年4月に若松競艇で開催されたプレミアムGI「第24回マスターズチャンピオン」の告知CMにメインキャラクターとして起用された[4]。
- テレビなどに登場する際には「ひげと笑顔が素敵でしょ」などのフレーズで自己紹介するなど、ひげと笑顔を自身のアピールポイントとしている。